# Montefortino
Montefortino – miejscowość i gmina we Włoszech, w regionie Marche, w prowincji Fermo.
Według danych na styczeń 2009 gminę zamieszkiwało 1271 osób przy gęstości zaludnienia 16,2 os./1 km².